# Funny Lady (саундтрек)
Funny Girl — саундтрек в исполнении Барбры Стрейзанд к одноимённому музыкальному фильму 1975 года. Альбом был выпущен на виниле в марте 1975 года на лейбле Arista Records, а в 1990 году впервые переиздан на компакт-диске. 8 сентября 1975 года альбом был сертифицирован как золотой.

## Об альбоме
Саундтрек к фильму «Смешная леди» был выпущен на лейбле Arista Records. Клайв Дэвис, бывший президент лейбла Стрейзанд, Columbia Records, был одним из основателей Arista Records. Он рассказывал: «После долгих дискуссий между мной, Барброй и её менеджером, они решили отдать этот альбом Arista Records».
Оригинальная версия альбома Funny Lady включала 15 песен, их порядок на альбоме отличался от того, в котором они звучали в фильме. Песня «Me and My Shadow» в исполнении Джеймса Каана попала на альбом, хотя сцена с этим номером была вырезана из фильма. Также «So Long Honey Lamb» была включена в альбом в полной версии, хотя в фильме номер с песней сокращён.

## Коммерческий успех
Альбом дебютировал в Billboard Top LPs & Tape с 75-го места 29 марта 1975 года. 10 мая альбом достиг своей пик-позиции — #6, оставаясь в чарте 25 недель. 8 августа 1975 года пластинка была сертифицирована как золотая.
Единственный сингл с альбома — «How Lucky Can You Get?» был выпущен в апреле 1975 года с альтернативной версией этой песни, однако успеха не имел.

## Список композиций
| №  | Название                                                              | Автор(ы)                               | Длительность |
| -- | --------------------------------------------------------------------- | -------------------------------------- | ------------ |
| 1. | «How Lucky Can You Get»                                               | Фред Эбб, Джон Кандер                  | 4:46         |
| 2. | «So Long, Honey Lamb» (исполняется Барброй Стрейзанд и Беном Верином) | Ф. Эбб, Дж. Кандер                     | 3:10         |
| 3. | «I Found a Million Dollar Baby (In a Five and Ten Cent Store)»        | Гарри Уоррен, Морт Диксон, Билли Роуз  | 2:55         |
| 4. | «Isn’t This Better»                                                   | Ф. Эбб, Дж. Кандер                     | 3:25         |
| 5. | «Me and My Shadow» (исполняется Джеймсом Кааном)                      | Б. Роуз, Эл Джолсон, Дэйв Дрейер       | 3:00         |
| 6. | «If I Love Again»                                                     | Джек Мюррей, Бен Окленд                | 2:55         |
| 7. | «I Got a Code in My Doze»                                             | Б. Роуз, Артур Филдс, Фред Холл        | 1:05         |
| 8. | «(It’s Gonna Be A) Great Day»                                         | Б. Роуз, Эдвард Элиску, Винсент Юманс) | 5:14         |

| №  | Название                                                              | Автор(ы)                                                | Длительность |
| -- | --------------------------------------------------------------------- | ------------------------------------------------------- | ------------ |
| 1. | «Blind Date»                                                          | Ф. Эбб, Дж. Кандер                                      | 4:55         |
| 2. | «Am I Blue»                                                           | Грант Кларк, Гарри Экст                                 | 3:20         |
| 3. | «It’s Only a Paper Moon» / «I Like Him»                               | Б. Роуз, Йип Харбург, Гарольд Арлен, Ф. Эбб, Дж. Кандер | 1:05         |
| 4. | «It’s Only a Paper Moon» / «I Like Him» (исполняется Джеймсом Кааном) | Б. Роуз, Й. Харбург, Г. Арлен, Ф. Эбб, Дж. Кандер) —    | 2:37         |
| 5. | «More Than You Know»                                                  | Б. Роуз, Э. Элиску, В. Юманс                            | 2:25         |
| 6. | «Clap Hands, Here Comes Charley» (исполняется Беном Верином)          | Б. Роуз, Баллард Макдональд, Джозеф Мейер               | 2:10         |
| 7. | «Let’s Hear It for Me»                                                | Ф. Эбб, Дж. Кандер                                      | 3:13         |

| №   | Название                                                       | Длительность |
| --- | -------------------------------------------------------------- | ------------ |
| 1.  | «Blind Date»                                                   | 4:57         |
| 2.  | «More Than You Know»                                           | 2:28         |
| 3.  | «It’s Only a Paper Moon» / «I Like Him»                        | 1:05         |
| 4.  | «It’s Only a Paper Moon» / «I Like Her»                        | 2:37         |
| 5.  | «I Found a Million Dollar Baby (In a Five and Ten Cent Store)» | 1:59         |
| 6.  | «So Long, Honey Lamb»                                          | 3:12         |
| 7.  | «I Got a Code in My Doze»                                      | 1:10         |
| 8.  | «Clap Hands, Here Comes Charley»                               | 2:14         |
| 9.  | «(It’s Gonna Be A) Great Day»                                  | 5:38         |
| 10. | «How Lucky Can You Get»                                        | 4:48         |
| 11. | «Am I Blue»                                                    | 3:21         |
| 12. | «Isn’t This Better»                                            | 3:29         |
| 13. | «If I Love Again»                                              | 2:59         |
| 14. | «Let’s Hear It for Me»                                         | 4:04         |
| 15. | «Me and My Shadow»                                             | 3:03         |
| 16. | «How Lucky Can You Get» (Single Mix)                           | 3:55         |

## Позиции в хит-парадах
| Хит-парад (1975)               | Высшая позиция | Пребывание в чарте |
| ------------------------------ | -------------- | ------------------ |
| Австралия (Kent Music Report)  | 50             | нет данных         |
| Канада (RPM Albums Chart)      | 17             | 12 недель          |
| США (Billboard Top LPs & Tape) | 6              | 25 недель          |

| Год  | Хит-парад                          | Позиция |
| ---- | ---------------------------------- | ------- |
| 1975 | США (Billboard Top Popular Albums) | 75      |

## Сертификации
| Регион                                                      | Сертификация | Продажи  |
| ----------------------------------------------------------- | ------------ | -------- |
| США (RIAA)                                                  | Золотой      | 500 000^ |
| ^ Данные о тиражах приведены только на основе сертификации. |              |          |